# 근위여단 (영국)
근위여단(영어: Brigade of Guards)은 1856년부터 1968년까지 있었던 영국 육군의 행정관리편제이다. 왕실사단 소장급 지휘관이 통제하고 산하 근위연대를 관리하였다.

## 개요
제2차 세계 대전 이후, 영국 육군은 14개 보병창이 있었고 이들에게는 철자(e.g. K 보병창)가 하나씩 붙었다. 그중에 웰링톤 막사에 있는 A 보병창(Infantry Depot A)에 5개 근위연대가 본부를 두었다. 1968년에 육군 재편에 따라 7월 1일에 근위사단으로 개명되었다.

## 부대
- 그레네디어 가드, 제1대대 (1656년–)
- 그레네디어 가드, 제2대대 (1656년–1994년)
- 그레네디어 가드, 제3대대 (1760년–1961년)
- 콜드스트림 가드, 제1대대 (1650년–)
- 콜드스트림 가드, 제2대대 (1711년–1994년)
- 콜드스트림 가드, 제3대대 (1897년–1959년)
- 스코츠 가드, 제1대대 (1660년–)
- 스코츠 가드, 제2대대 (1689년–1994년)
- 아이리시 가드, 제1대대 (1900년–)
- 웰시 가드, 제1대대 (1915년–)
- 근위기관총연대(영어판) (1917년–1920년)
- 제1(근위)낙하산대대(영어판) (1946년–1948년)
- 근위독립낙하산중대 (1948년–1968년)
- 제22SAS연대, G 스쿼드런 (1965년-)